# 甘都镇
甘都镇，是中华人民共和国青海省海东市化隆回族自治县下辖的一个乡镇级行政单位。

## 行政区划
甘都镇下辖以下地区：
甘都社区、牙路乎村、苏合加村、关巴村、阿河滩村、东一村、东二村、东三村、东四村、东五村、东六村、东七村、东风村、桥头村、下四合生村、上四合生村、工什加村、朱乎隆村、拉目村、列卜加村、甘都街村、水车村、西滩村、阿化村、唐四岗村和牙目村。

## 全国重点文物保护单位
- 阿河滩清真寺

## 延伸阅读
[在维基数据编辑]